# U-745
| U-745                      | U-745                                                          | U-745                                                          |
| -------------------------- | -------------------------------------------------------------- | -------------------------------------------------------------- |
|                            |                                                                |                                                                |
|                            |                                                                |                                                                |
|                            |                                                                |                                                                |
| Під прапором               | Третій рейх                                                    | Третій рейх                                                    |
| Спуск на воду              | 16 квітня 1943 року                                            | 16 квітня 1943 року                                            |
| Виведений зі складу флоту  | 31 січня 1945 року                                             | 31 січня 1945 року                                             |
| Сучасний статус            | затоплений                                                     | затоплений                                                     |
| Проєкт                     |                                                                |                                                                |
| Тип ПЧ                     | Торпедний ДПЧ                                                  | Торпедний ДПЧ                                                  |
| Основні характеристики     |                                                                |                                                                |
| Швидкість (надводна)       | 17,7 вузлів                                                    | 17,7 вузлів                                                    |
| Швидкість (підводна)       | 7,6 вузлів                                                     | 7,6 вузлів                                                     |
| Робоча глибина занурення   | 100 м                                                          | 100 м                                                          |
| Гранична глибина занурення | 220 м                                                          | 220 м                                                          |
| Екіпаж                     | 44 осіб                                                        | 44 осіб                                                        |
| Розміри                    |                                                                |                                                                |
| Довжина найбільша (по КВЛ) | 67,1 м                                                         | 67,1 м                                                         |
| Ширина корпусу найб.       | 6,2 м                                                          | 6,2 м                                                          |
| Висота                     | 9,6 м                                                          | 9,6 м                                                          |
| Середня осадка (по КВЛ)    | 4,70 м                                                         | 4,70 м                                                         |
| Водотоннажність надводна   | 769 т                                                          | 769 т                                                          |
| Озброєння                  |                                                                |                                                                |
| Артилерія                  | одна палубна гармата калібру 88-мм, одна 20-мм зенітна гармата | одна палубна гармата калібру 88-мм, одна 20-мм зенітна гармата |
| Торпедно- мінне озброєння  | 4 носових і один кормовий ТА. 14 торпед або 26 мін             | 4 носових і один кормовий ТА. 14 торпед або 26 мін             |

U-745 — німецький підводний човен типу VIIC часів Другої світової війни.
Замовлення на будівництво човна було віддане 5 червня 1941 року. Човен був закладений на верфі суднобудівної компанії «F Schichau GmbH» у місті Данциг 8 липня 1942 року під заводським номером 1548, спущений на воду 16 квітня 1943 року, 19 червня 1943 року увійшов до складу 8-ї флотилії. Єдиним командиром човна був капітан-лейтенант Вільгельм фон Трота.
Човен зробив 4 бойових походи, в яких потопив 1 військовий корабель та 1 допоміжний військовий корабель.
31 січня 1945 року потоплений у Фінській затоці, південніше Ханко (59°30′ пн. ш. 23°00′ сх. д. / 59.500° пн. ш. 23.000° сх. д.) баражуючою міною з фінських мінних загороджувачів Louhi та Routsinsalmi. Всі 48 членів екіпажу загинули.

## Потоплені та пошкоджені кораблі[3]
| Назва                   | Тип        | Належність | Дата           | Тоннаж (БРТ) | Вантаж | Статус     | Місце                                                       |
| T-45 Antikajnen (No 48) | траулер    | СРСР       | 26 серпня 1944 | 140          |        | потоплений | 60°15′ пн. ш. 28°00′ сх. д. / 60.250° пн. ш. 28.000° сх. д. |
| T-76 Korall             | міноносець | СРСР       | 11 січня 1945  | 600          |        | потоплений | 59°45′ пн. ш. 24°47′ сх. д. / 59.750° пн. ш. 24.783° сх. д. |